# Bertus Mensert
Bertus Mensert (21 augustus 1939) was een Nederlandse voetballer van FC Hilversum in Hilversum en De Graafschap in Doetinchem. Hij speelde op De Vijverberg van 1965 tot 1967 toen Evert Teunissen trainer was. Later was hij trainer van Gelderse amateur-voetbalverenigingen in Groenlo, Duiven, Pannerden en Varsseveld.
Net als andere spelers bij De Graafschap, zoals André Schuurman, Fred Jaski en Hennie Nieuwenhuis werkte de semi-prof bij bandenfabriek Vredestein in Doetinchem, een bedrijf dat veel tijd en energie in sport stopte, onder andere in een wielerploeg. Ook enkele voetballers uit Engeland die met trainer Eric Norman Jones meekwamen, werkten bij Vredestein.

## Carrièrestatistieken
| Seizoen         | Club            | Land            | Competitie       | Competitie | Competitie | Beker | Beker | Internationaal | Internationaal | Overig | Overig | Totaal | Totaal |
| Seizoen         | Club            | Land            | Competitie       | Wed.       | Dlp.       | Wed.  | Dlp.  | Wed.           | Dlp.           | Wed.   | Dlp.   | Wed.   | Dlp.   |
| --------------- | --------------- | --------------- | ---------------- | ---------- | ---------- | ----- | ----- | -------------- | -------------- | ------ | ------ | ------ | ------ |
| 1958/59         | Hilversum       | Nederland       | Tweede divisie A | –          | 2          | –     | 0     | –              | –              | 0      | 0      | –      | 2      |
| 1959/60         | Hilversum       | Nederland       | Tweede divisie B | –          | 0          | –     | –     | –              | –              | 0      | 0      | –      | 0      |
| 1960/61         | Hilversum       | Nederland       | Tweede divisie   | –          | 0          | –     | 0     | –              | –              | 0      | 0      | –      | 0      |
| 1961/62         | Hilversum       | Nederland       | Eerste divisie B | –          | 1          | –     | 0     | –              | –              | 0      | 0      | –      | 1      |
| 1962/63         | De Graafschap   | Nederland       | Tweede divisie A | 31         | 4          | –     | 0     | –              | –              | 0      | 0      | –      | 4      |
| 1963/64         | De Graafschap   | Nederland       | Tweede divisie   | 28         | 4          | –     | 0     | –              | –              | 0      | 0      | –      | 4      |
| 1964/65         | De Graafschap   | Nederland       | Tweede divisie A | 20         | 0          | –     | 0     | –              | –              | 0      | 0      | –      | 0      |
| 1965/66         | De Graafschap   | Nederland       | Tweede divisie A | 2          | 0          | –     | 0     | –              | –              | 0      | 0      | –      | 0      |
| 1966/67         | De Graafschap   | Nederland       | Eerste divisie   | 2          | 0          | –     | 0     | –              | –              | 0      | 0      | –      | 0      |
| Carrière totaal | Carrière totaal | Carrière totaal | Carrière totaal  | –          | 11         | –     | 0     | 0              | 0              | 0      | 0      | –      | 11     |